# Dunaújváros Gorillaz 2018
Questa voce raccoglie le informazioni riguardanti i Dunaújváros Gorillaz nelle competizioni ufficiali della stagione 2018.

## Hungarian Football League 2018

### Stagione regolare
| 25 marzo 2018, ore 14:00 1ª giornata | Dunaújváros Gorillaz | 0 – 3 | Győr Sharks |  |

| 8 aprile 2018, ore 14:00 2ª giornata | Budapest Wolves | 20 – 0 | Dunaújváros Gorillaz |  |

| 22 aprile 2018 3ª giornata | Dunaújváros Gorillaz | 24 – 30 | Fehérvár Enthroners |  |

| 6 maggio 2018, ore 15:00 5ª giornata | Budapest Eagles | 14 – 13 | Dunaújváros Gorillaz |  |

| 21 maggio 2018 6ª giornata | Dunaújváros Gorillaz | 6 – 42 | Budapest Cowbells |  |

| 3 giugno 2018 7ª giornata | Nyíregyháza Tigers | 28 – 7 | Dunaújváros Gorillaz |  |

| 17 giugno 2018 8ª giornata | Dunaújváros Gorillaz | 10 – 24 | Miskolc Steelers |  |

## Statistiche di squadra
| Competizione      | %Vittorie | In casa | In casa | In casa | In casa | In casa | In casa | In trasferta | In trasferta | In trasferta | In trasferta | In trasferta | In trasferta | Totale | Totale | Totale | Totale | Totale | Totale |
| Competizione      | %Vittorie | G       | V       | N       | P       | Pf      | Ps      | G            | V            | N            | P            | Pf           | Ps           | G      | V      | N      | P      | Pf     | Ps     |
| ----------------- | --------- | ------- | ------- | ------- | ------- | ------- | ------- | ------------ | ------------ | ------------ | ------------ | ------------ | ------------ | ------ | ------ | ------ | ------ | ------ | ------ |
| Stagione regolare | .000      | 4       | 0       | 0       | 4       | 40      | 99      | 3            | 0            | 0            | 3            | 20           | 62           | 7      | 0      | 0      | 7      | 60     | 161    |
| Totale            | .000      | 4       | 0       | 0       | 4       | 40      | 99      | 3            | 0            | 0            | 3            | 20           | 62           | 7      | 0      | 0      | 7      | 161    |        |